# Tứ đại La hán
Tứ đại La hán (chữ Hán: 四大羅漢), còn gọi là Tứ đại Tỳ-kheo (四大比丘), Tứ đại Thanh văn (四大聲聞), là danh xưng trong Phật giáo Đông Á dùng để chỉ bốn đại đệ tử của Phật Thích-ca Mâu-ni. Tương truyền, 04 vị tăng sĩ này được Đức Phật giao phó trách nhiệm truyền bá Phật pháp sau khi Ngài nhập diệt. Theo các sách "Di-lặc hạ sinh kinh" thời Tây Tấn và Xá-lợi-phất vấn kinh thời Đông Tấn thì trước khi Phật nhập Niết-bàn đã phái bốn tỳ-kheo là Ma-ha-ca-diếp (Mahākāśyapa), Quân-đồ-bát-thán (Kundapadhaịiyaka), Tân-đầu-lư (Piṇḍolabhāradvāja), La-vân (Rāhula) "trụ thế bất niết bàn, lưu thông ngã pháp" (住世不涅槃，流通我法), tức ở lại thế gian để hoằng dương Phật pháp. Do đó, 4 vị tỳ-kheo này được tôn xưng là "Tứ đại La hán" và là những tăng sĩ đầu tiên được xưng tụng phẩm vị A-la-hán. Tuy nhiên hình tượng Tứ đại La hán rất ít khi được họa hình hoặc tạc tượng, nên rất ít người biết.